# Angostura taubertiana
Angostura taubertiana là một loài thực vật có hoa trong họ Cửu lý hương. Loài này được Rizzini mô tả khoa học đầu tiên năm 1990 publ. 1991.